# Narges Abyar
Pour les articles homonymes, voir Abyar.
Narges Abyar (en persan : نرگس آبیار), née le 8 août 1970 à Téhéran (Iran), est une auteure, réalisatrice et scénariste iranienne.
Elle est connue pour la réalisation du film Track 143 (en), adapté de son roman Le Troisième Œil qui raconte l'histoire d'une femme et de son fils pendant la guerre Iran-Irak.

## Biographie
Narges Abyar est diplômée en littérature persane. Elle a commencé à écrire des livres en 1997 et à ce jour, elle a écrit plus de trente livres de contes et de fiction pour enfants, jeunes adultes et adultes,.
Elle a commencé sa carrière de réalisatrice avec le film Objects in Mirror (2005) et plusieurs courts métrages et documentaires, dont la plupart portent sur la guerre Iran-Irak.

### Vie privée
Abyar est l'épouse du producteur de cinéma Mohammad Hossein Ghasemi.

## Filmographie

### Comme réalisatrice
- 2008 : Yek rooz pas az dahomin rooz (court métrage)
- 2013 : Objects in Mirror (Ashya dar ayeneh)
- 2014 : Track 143 (en)
- 2016 : Breath (Nafas)
- 2019 : Shabi Ke Mah Kamel Shod (en) (Quand la lune était pleine)

### Comme scénariste
- 2013 : Objects in Mirror (Ashya dar ayeneh)
- 2013 : Cheike-ye bidang
- 2014 : Track 143 (en)
- 2016 : Breath (Nafas)
- 2019 : Shabi Ke Mah Kamel Shod (en) (Quand la lune était pleine)